# Rede sem fio e saúde
Os estudos a respeito da relação entre as redes sem fios e a saúde humana ainda são bastante incipientes e inconclusivos, mas levantam várias questões sobre o uso indiscriminado dessa tecnologia. Somente na França, cinco bibliotecas, como a Sainte-Geneviève, por exemplo, desistiram da conexão sem fio, temendo danos à saúde de seus usuários.